# Alban Butler
Alban Butler (Northamptonshire, Inglaterra, 1709-Saint-Omer, Francia, 1773) fue un sacerdote católico y hagiógrafo. 
Fue educado en el colegio inglés de Douai, donde tras su ordenación en 1735 ejerció sucesivamente los cátedras de filosofía y teología. Trabajó por algún tiempo como sacerdote misionero en Staffordshire, tuvo varias posiciones como tutor de jóvenes nobles católicos, y fue finalmente nombrado como presidente del seminario inglés en Saint Omer, donde permaneció hasta su muerte.
La gran obra de Butler fue The Lives of the Fathers, Martyrs and Other Principal Saints ("Butler's Lives of the Saints" - La Vida de los Santos), resultado de treinta años de investigación, y cuya primera edición en cuatro volúmenes tuvo lugar en Londres en 1756-1759, conteniendo la vida de 1.486 santos. 
La obra Lives of the Saints ha tenido muchas ediciones y traducciones. Una edición revisada en 12 volúmenes, fue publicada por el padre Herbert Thurston, S.J., entre 1926 y 1938.  La segunda edición fue publicada en 1956 por Donald Attwater.